# Greta Gonda
Margarethe Tomicek Mondschein, connue sous le nom de scène Greta Gonda (née le 10 juin 1917 à Vienne et morte le 11 décembre 1974 à Rome) est une actrice autrichienne qui a fait carrière dans le cinéma italien.

## Biographie
Greta Gonda s'est installée en Italie au milieu des années 1930. Dans les années 1960, elle a également travaillé en tant que sculptrice.

## Filmographie partielle
- 1939 : La Folle Aventure de Macario (Imputato, alzatevi!)
- 1939 : Eravamo sette vedove de Mario Mattoli
- 1940 : Antonio Meucci d'Enrico Guazzoni
- 1940 : Tutto per la donna de Mario Soldati
- 1941 : Les Pirates de Malaisie (I pirati della Malesia) d'Enrico Guazzoni
- 1942 : La regina di Navarra de Carmine Gallone
- 1943 : Harlem de Carmine Gallone
- 1951 : Messaline (Messalina) de Carmine Gallone.
- 1962 : Parigi o cara de Vittorio Caprioli.